# Richard Taylor (wiskundige)
Richard Lawrence Taylor (19 mei 1962) is een Brits wiskundige die voornamelijk werkzaam is op het gebied van de getaltheorie. Taylor, gepromoveerd bij Andrew Wiles, reisde in 1994 naar Princeton om zijn promotor te helpen diens bewijs van de laatste stelling van Fermat rond te krijgen.
Taylor ontving in 2007 samen met Robert Langlands de Shawprijs in de wiskundige wetenschappen voor zijn werk aan het Langlands-programma.

## Academische loopbaan
In 1988 ontving hij zijn doctorstitel aan de Universiteit van Princeton. Van 1995 tot 1996 bekleedde hij de Savilian leerstoel in de meetkunde aan de Universiteit van Oxford en was hij Fellow van New College, Oxford. Hij werd in 2002 de Herchel Smith professor in de wiskunde aan de Harvard-universiteit.
In 1990 ontving hij de Whitehead-prijs, in 2001 de Prix Fermat en de Ostrowski-prijs en in 2002 de Cole-prijs van de American Mathematical Society. In 1995 werd hij verkozen tot Fellow van de Royal Society. In 2015 werd hij een laureaat van de Breakthrough Prize in Mathematics.

## Werk
Een van de twee artikelen waaruit het gepubliceerde bewijs van de laatste stelling van Fermat bestaat is een gezamenlijk werk van Taylor en Andrew Wiles.
In later werk bewees Taylor (samen met Michael Harris) de lokale Langlands vermoedens voor algemene lineaire groepen GL (n) over een getallenlichaam.
Samen met Christophe Breuil, Brian Conrad en Fred Diamond completeerde Taylor het bewijs van de Taniyama-Shimura vermoeden.
Zeer onlangs heeft Taylor, voortbouwend op zijn eigen werk en dat van Laurent Clozel, Michael Harris en Nicholas Shepherd-Barron, een bewijs aangekondigd van het vermoeden van Sato-Tate voor elliptische krommen met een niet-integrale j-invariant. Dit gedeeltelijke bewijs van het vermoeden van Sato-Tate vloeit voort uit een modulariteit resultaat, dat Wiles' resultaat voor elliptische krommen veralgemeent.
Sommige deskundigen voorspellen nu dat het wegnemen van de technische conditie, en zo het volledige vermoeden van Sato-Tat, zullen volgen uit de stabilisatie van de Selberg spoorformule. Dat wil zeggen, dat het vermoeden van Sato-Tate volgens geruchten nu kan worden onderworpen aan een voorwaardelijk bewijs.
Taylor is getrouwd met Christine Taylor, een wiskundig bioloog. Samen hebben ze twee kinderen: Jeremy en Chloe. Richard Taylor is tevens de zoon van de natuurkundige John C. Taylor.